# Ralph Burns

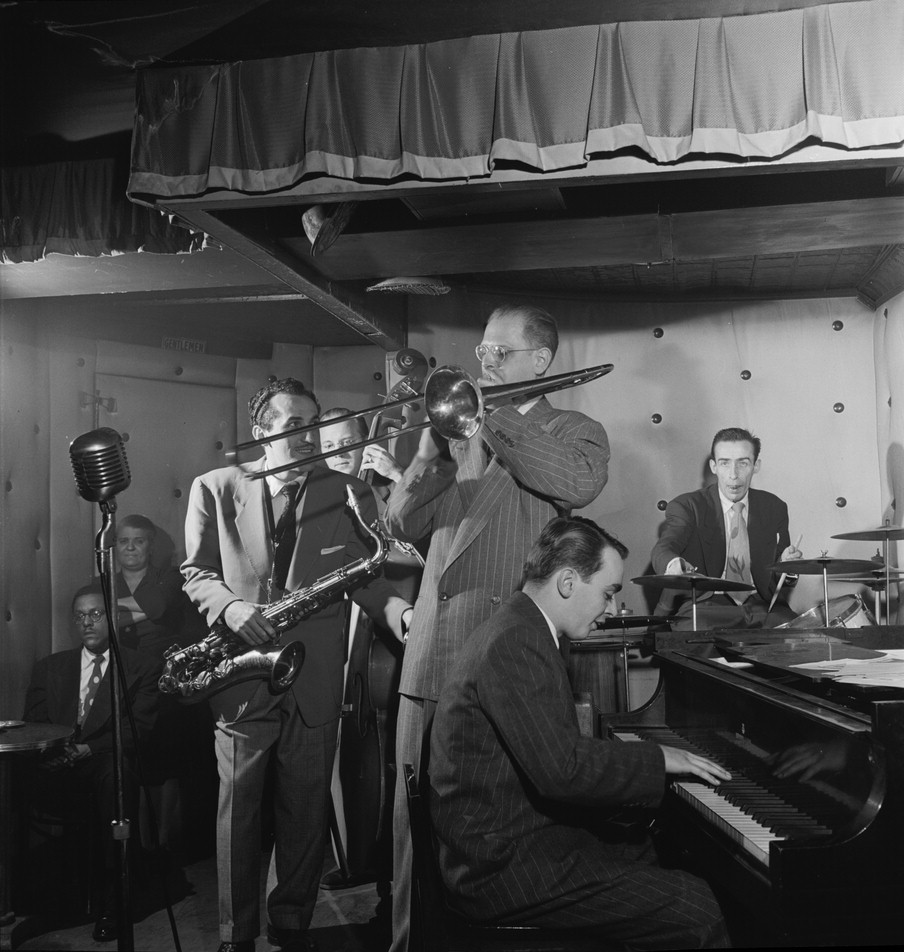
Charlie Ventura, Curley Russell, Bill Harris, Ralph Burns (rechts) und Dave Tough, Three Deuces, New York City, ca. April 1946.
Fotografie von William P. Gottlieb.

Ralph Burns (* 29. Juni 1922 in Newton, Massachusetts; † 21. November 2001 in Los Angeles, Kalifornien) war ein US-amerikanischer Komponist, Arrangeur, Bandleader und Jazz-Pianist.

## Leben und Wirken
Ralph Burns lernte früh Klavier und besuchte ab 1938 das New England Conservatory of Music in Boston. Seine ersten Erfahrungen mit Jazz hatte er über das Transkribieren von Platten-Aufnahmen von Count Basie, Benny Goodman und Duke Ellington (für Arrangements lokaler Bands) und über Frances Wayne und ihren Bruder Nick Jerrett, bei denen er als Student wohnte und die Bigband-Sängerin bzw. Bandleader waren. Anfang der 1940er Jahre zog er nach New York City, wo er für Charlie Barnet und ab 1944 für Woody Herman arrangierte und den Klavier-Part in der Rhythmussektion der Band übernahm (die noch aus dem Bassisten Chubby Jackson und dem Schlagzeuger Dave Tough bestand). Mit der Band von Herman blieb er 15 Jahre verbunden. Dort arrangierte bzw. komponierte er mehrere Hits wie Northwest Passage, Bijou (für den Posaunisten Bill Harris), Apple Honey und Early Autumn (interpretiert von Stan Getz). Er spielte auch in kleineren Combos mit Sidemen von Herman wie Bill Harris oder Charlie Ventura. In den 1950er Jahren nahm er auch unter eigenem Namen auf u. a. mit Billy Strayhorn, Lee Konitz, Ben Webster, und schrieb Kompositionen für Johnny Mathis und Tony Bennett. Er arrangierte später auch für Ray Charles (Streichorchester in Georgia on My Mind und Come Rain or Come Shine), Aretha Franklin, Natalie Cole.
In den 1960er Jahren begann er für den Broadway zu arrangieren, in Musicals wie Chicago (von John Kander), Funny Girl, No, No, Nanette und Sweet Charity. 1971 begann er für den Film zu arbeiten, als erstes für den Soundtrack von Bananas mit Woody Allen. 1972 erhielt er einen Oscar für Arrangement in John Kanders Cabaret unter der Regie von Bob Fosse. 1974 folgten die Soundtracks für Lenny (mit Dustin Hoffman als Lenny Bruce) und 1977 für New York, New York von Martin Scorsese, in dem Robert De Niro an der Seite von Cabaret-Star Liza Minnelli einen Jazzmusiker spielt. Burns schrieb in einer weiteren Zusammenarbeit mit Regisseur Bob Fosse auch die Musik für Hinter dem Rampenlicht, für die er 1979 nochmals einen Oscar erhielt, gefolgt 1982 durch eine Oscarnominierung für Annie. In den 1990er Jahren arrangierte er außerdem für Mel Tormé, John Pizzarelli und Michael Feinstein. Er starb 2001 an den Folgen von Schlaganfällen und einer Lungenentzündung.
Burns erhielt 1980 gemeinsam mit Ian Fraser und Billy Byers einen Emmy Award für Baryshnikov on Broadway sowie Tony Awards für Fosse 1999 und posthum 2002 für Thoroughly Modern Millie.
Ralph Burns wurde 2004 in die New England Jazz Hall of Fame aufgenommen. Er ist einer der wenigen Künstler, die zugleich einen Oscar, Grammy, Emmy und einen Tony gewannen.

## Diskografie

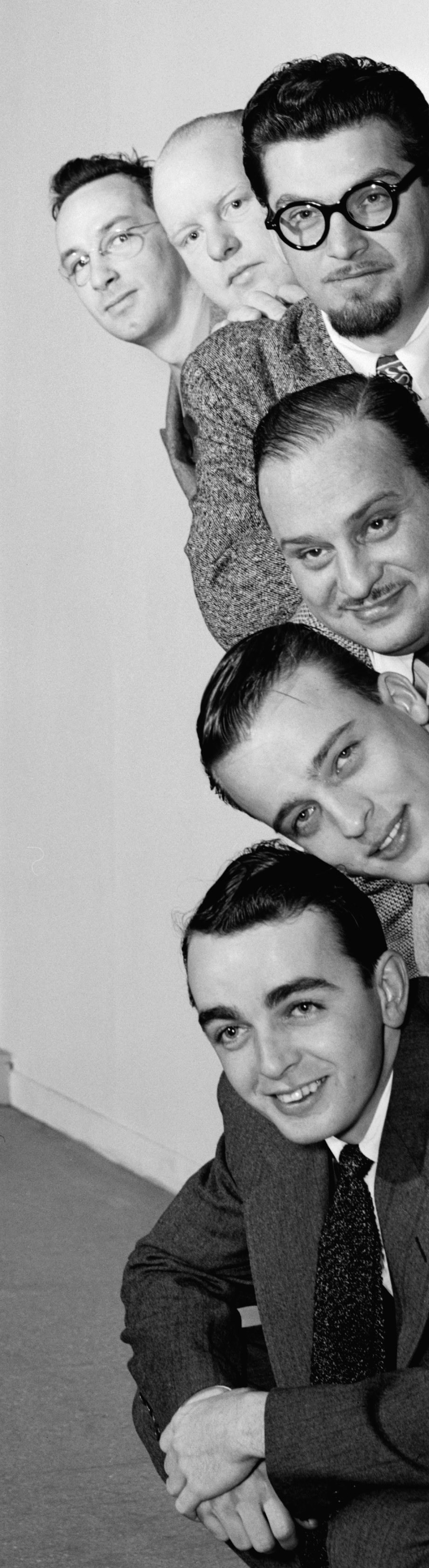
(Von unten:) Ralph Burns, Eddie Finckel, George Handy, Neal Hefti, Johnny Richards und Eddie Sauter, Museum of Modern Art, New York, N.Y., ca. März 1947.
Fotografie von William P. Gottlieb.

- The free forms of Ralph Burns, 1950
- Jazz Recital, 1951
- Ralph Burns among the J.A.T.P's, 1955
- Ralph Burns, 1955
- Jazz Studio 5, 1955
- Bijou, 1955
- Spring Sequence, 1955
- The songs of Billie Holiday, 1956
- The Masters revisited, 1957
- Very warm for Jazz, 1958
- Porgy and Bess, 1958
- The Swinging Seasons, 1958
- New York’s a Song, 1960
- Swingin' down the Lane, 1962
- Where there’s Burns, there’s fire, 1962
- No strings (with strings), 2002

## Filmografie
- 1945: Earl Carroll Vanities
- 1973: Der Spatz von Paris – Edith Piaf (La môme Piaf)
- 1974: Lenny
- 1975: Abenteurer auf der Lucky Lady
- 1978: Movie Movie
- 1979: Hinter dem Rampenlicht (All that Jazz)
- 1980: Mach mir ein Angebot! (Make me an offer)
- 1980: Urban Cowboy
- 1981: Golden Gate
- 1982: Ein Draufgänger in New York (My Favorite Year)
- 1982: Liebesgrüße aus dem Jenseits (Kiss me Goodbye)
- 1983: Das Phantom von Budapest
- 1983: Die schrillen Vier auf Achse
- 1983: Star 80
- 1984: Der Spaßvogel (Ernie Kovacs:Between the laughter)
- 1985: Perfect
- 1985: Traffic School – Die Blech- und Dachschaden-Kompanie (Moving Violations)
- 1985/86: Unglaubliche Geschichten 6 (Amazing stories 7)
- 1986: Dead or Alive (Penalty Phase)
- 1987: Casanova Junior
- 1987: Das Versprechen des Elmer Jackson (After the promise)
- 1989: Charlie – Alle Hunde kommen in den Himmel
- 1989: Singende Kumpel haben’s schwer (Bert Rigby, you’re a fool)